# Tang Kai
Tang Kai (chiń. 唐凯; ur. 10 stycznia 1996 w Shaoyang) – chiński zawodnik mieszanych sztuk walki (MMA) walczący w kategorii piórkowej. Aktualnie jest zawodnikiem singapurskiej federacji One Championship, gdzie od 26 sierpnia 2022 roku jest mistrzem piórkowej.

## Życiorys
Tang urodził się w Shaoyang, w prowincji Hunan. W 2008 roku, w wieku 12 lat, zapisał się na treningi zapaśnicze w lokalnej szkole sportowej, gdzie marzył o zostaniu olimpijczykiem po Letnich Igrzyskach Olimpijskich w 2008 roku. Jednocześnie, nadal pracując na pół etatu, został przyjęty do Instytutu Wychowania Fizycznego w Wuhan z doskonałymi wynikami. Widząc, jak niewielkie są szanse na dostanie się do reprezentacji, Tang zainteresował się ostatecznie karierą w MMA.

## Osiągnięcia

### Mieszane sztuki walki
- WBK
  - 2016: Zwycięzca turnieju WBK w wadze piórkowej
- ONE Championship
  - 2022-nadal: Mistrz One Championship w wadze piórkowej

## Lista zawodowych walk w MMA
| Wynik     | Bilans | Przeciwnik (bilans przed walką) | Rozstrzygnięcie                          | Runda | Czas | Rozgrywki                       | Data       | Miejsce  | Uwagi                                                                                               |
| --------- | ------ | ------------------------------- | ---------------------------------------- | ----- | ---- | ------------------------------- | ---------- | -------- | --------------------------------------------------------------------------------------------------- |
| Przegrana | 19-3   | Akbar Abdullaev (11-0)          | TKO (ciosy pięściami)                    | 5     | 1:21 | ONE Fight Night 27              | 11.01.2025 | Bangkok  | Walka nie toczyła się o tytuł mistrzowski, Abdullaev nie wykonał wagi.                              |
| Wygrana   | 19-2   | Thanh Le (14-3)                 | TKO (ciosy pięściami)                    | 3     | 4:48 | ONE 166                         | 01.03.2024 | Lusajl   | Obronił i zunifikował pas mistrzowski One Championship w wadze piórkowej. Bonus za występ wieczoru. |
| Wygrana   | 18-2   | Thanh Le (13-2)                 | Decyzja (jednogłośna)                    | 5     | 5:00 | ONE 160                         | 26.08.2022 | Kallang  | Zdobył pas mistrzowski One Championship w wadze piórkowej.                                          |
| Wygrana   | 17-2   | Kim Jae-woong (12-4)            | KO (ciosy pięściami)                     | 1     | 2:07 | ONE: X                          | 26.03.2022 | Kallang  | Bonus za występ wieczoru.                                                                           |
| Wygrana   | 16-2   | Yoon Chang-min (5-1)            | TKO (ciosy pięściami)                    | 1     | 4:03 | ONE: NextGen 2                  | 12.11.2021 | Kallang  | |
| Wygrana   | 15-2   | Ryogo Takahashi (14-4)          | TKO (ciosy pięściami)                    | 1     | 1:59 | ONE: Fists of Fury 2            | 05.03.2021 | Kallang  | |
| Wygrana   | 14-2   | Keanu Subba (7-4)               | Decyzja (jednogłośna)                    | 3     | 5:00 | ONE: Reign of Dynasties 2       | 16.10.2020 | Kallang  | |
| Wygrana   | 13-2   | Edward Kelly (12-7)             | Decyzja (jednogłośna)                    | 3     | 5:00 | ONE: Age of Dragons             | 16.11.2019 | Pekin    | |
| Wygrana   | 12-2   | Lee Sung-jong (4-3)             | KO (wysokie kopnięcie na głowę)          | 2     | 1:14 | ONE: Hero's Ascent              | 25.01.2019 | Pasay    | Powrót do kategorii lekkiej. Debiut w One Championship.                                             |
| Wygrana   | 11-2   | Nikołaj Kondratuk (8-2)         | TKO (ciosy pięściami)                    | 1     | 1:41 | Rebel FC 8: A Warrior's Return  | 30.05.2018 | Kanton   | |
| Wygrana   | 10-2   | Mario Sismundo (4-6)            | TKO (ciosy pięściami)                    | 2     | 1:05 | Rebel FC 7: Fight for Honour    | 29.04.2018 | Szanghaj | Powrót do kategorii piórkowej.                                                                      |
| Wygrana   | 9-2    | Batjargal (0-0)                 | TKO (ciosy pięściami)                    | 2     | 3:20 | The Legend King Championship 4  | 23.12.2017 | Yantai   | Debiut w kategorii lekkiej.                                                                         |
| Wygrana   | 8-2    | Mark Gregory Valerio (4-2)      | KO (wysokie kopnięcie na głowę)          | 2     | 3:48 | Rebel FC 6: China vs. The World | 02.09.2017 | Shenzhen | |
| Przegrana | 7-2    | Asikeerbai Jinensibieke (18-5)  | Decyzja (jednogłośna)                    | 3     | 5:00 | Kunlun Fight MMA 10             | 10.04.2017 | Pekin    | Debiut w Kunlun Fight MMA.                                                                          |
| Przegrana | 7-1    | Bekhruz Zukhurov (7-2)          | Decyzja (jednogłośna)                    | 3     | 5:00 | WBK 21: Honor                   | 10.12.2016 |          | |
| Wygrana   | 7-0    | Asror Olimshoev (0-0)           | TKO (niezdolność do kontynuowania walki) | 2     | 5:00 | WBK 19: The Battle of Proof     | 10.09.2016 | Ningbo   | Wygrał turniej WBK w kategorii piórkowej.                                                           |
| Wygrana   | 6-0    | Avliyohon Hamidov (1-0)         | TKO (ciosy pięściami)                    | 2     | 4:39 | WBK 19: The Battle of Proof     | 10.09.2016 | Ningbo   | Półfinał turnieju WBK w kategorii piórkowej.                                                        |
| Wygrana   | 5-0    | Hadi Purnomo (0-0)              | TKO (ciosy pięściami)                    | 2     | 0:29 | WBK 16: Day 2                   | 26.06.2016 | Ningbo   | |
| Wygrana   | 4-0    | Artur Kascheev (8-13)           | TKO (ciosy pięściami)                    | 1     | N/A  | WBK 15: Ningbo                  | 09.06.2016 | Ningbo   | |
| Wygrana   | 3-0    | Jose Francisco Vinuelas (2-8)   | KO (cios pięścią)                        | 1     | 3:31 | WBK 14                          | 29.04.2016 | Taizhou  | |
| Wygrana   | 2-0    | Ahmet Yazjanov (0-0)            | TKO (łokcie)                             | 1     | 3:01 | WBK 13                          | 09.04.2016 | Ningbo   | |
| Wygrana   | 1-0    | Yang Shuo (0-0)                 | Decyzja (jednogłośna)                    | 1     | N/A  | WBK 12: Qingdao                 | 26.03.2016 | Qingdao  | Debiut w zawodowym MMA. Debiut w kategorii piórkowej.                                               |